# Podgórz (Wiatowice)
Podgórz – część wsi Wiatowice w Polsce położona w województwie małopolskim, w powiecie wielickim, w gminie Gdów.
W latach 1975–1998 Podgórz administracyjnie należał do województwa krakowskiego.